# István Bujtor

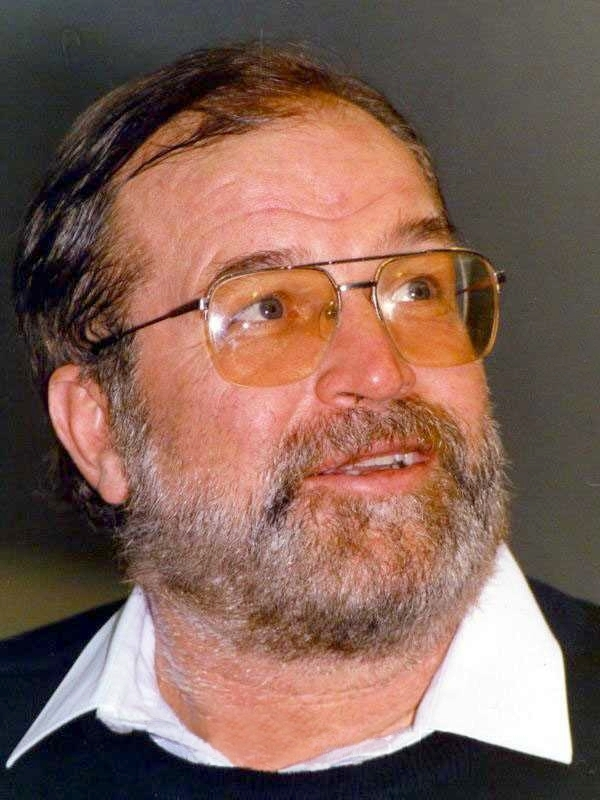
István Bujtor

István Bujtor (* 5. Mai 1942 in Budapest; † 25. September 2009 ebenda) war ein ungarischer Schauspieler.
Bereits 1963 hatte Regisseur Félix Máriássy den Studenten der Wirtschaftswissenschaften István Bujtor für einen Film entdeckt. Nach Abschluss der Hochschule für Ökonomie 1966 erlernte dieser die Schauspielkunst, trat in Győr sowie am Nationaltheater in Pécs auf und kam 1975 nach Budapest, wo er bis 1977 am Lustspiel- und am Literarischen Theater engagiert war. Seit 1978 gehört Bujtor zum Ensemble der Schauspieler von Mafilm.
In den achtziger Jahren schrieb er zu den Filmen A pogány Madonna (Die heidnische Madonna, 1981) und Csak semmi pánik… (Nur keine Panik, 1982) die Szenarien, deren selbstgespielte Hauptrolle wie in fünf weiteren Filmen an die Figur des Plattfuß angelehnt war. Deren Darsteller Bud Spencer synchronisierte er auch in der ungarischen Versionen seiner Filme. Bujtor filmte auch in der DDR und in der ČSSR und verkörperte 1979 die titelgebende Hauptrolle in der mehrteiligen europäischen TV-Koproduktion Mathias Sandorf nach Jules Verne. 
In seiner Heimat Ungarn wurde István Bujtor 1978 für die Hauptrolle in dem Spielfilm BUÉK! (Prost Neujahr!) als bester männlicher Schauspieler ausgezeichnet. Daneben war er Béla-Balázs-Preisträger.

## Privatleben
Der 1,93 m große Ungar war auch sportlich aktiv. Motorbootrennen und Sportsegeln waren beliebte Aktivitäten des Schauspielers. 1972 war er sogar für die ungarische Olympia-Segelmannschaft nominiert. Er war mit Eszter Perényi verheiratet und hatte einen Sohn (Balázs) und eine Tochter (Anna). Er war der Bruder des Rock-Bassisten Károly Frenreisz und der Stiefbruder des Schauspielers Zoltán Latinovits.

## Filmografie
- 1964: Zeugenschaft (Ha egyszer húsz év múlva …)
- 1964: Karambolage (Karambol)
- 1965: Das Alter der Träumereien (Álmodozások kora)
- 1965: Männer und Flaggen (A kőszívű ember fiai)
- 1965: Von Mittag bis Morgengrauen (Déltől hajnalig)
- 1965: Ferien mit Piroschka
- 1966: Kalte Tage (Hideg napok)
- 1966: Ein Mann kann sich alles erlauben (A férfi egészen más)
- 1967: Harlekin und ihr Geliebter (Harlekin és szerelmese)
- 1967: Die Mumie greift ein (A múmia közbeszól)
- 1968: Die Jungen der Paulstraße (A Pál utcai fiúk)
- 1968: Die falsche Isabella (Hamis Izabella)
- 1968: Sterne von Eger (Egri csillagok)
- 1969: Mensch, ärgere dich nicht! (Szemüvegesek)
- 1969: Löweninsel (Az oroszlán ugrani készül)
- 1969: Entgleistes Leben (Holdudvar)
- 1969: Schirokko (Sirokkó)
- 1970: Die Bezaubernden (Bűbájosok)
- 1970: Schöne Mädchen, weinet nicht (Szép leányok, ne sírjatok)
- 1971: Halt dich an den Wolken fest (Kapaszkodj a fellegekbe!)
- 1971: Endlich Montag (Végre, hétfő!)
- 1971: Ich bin es, Jerome (Én vagyok Jeromos)
- 1971: Agnus Dei (Égi bárány)
- 1972: Roter Psalm (Még kér a nép)
- 1972: Die besten Mannesjahre (A legszebb férfikor)
- 1973: Neapel sehen und … (Nápolyt látni és …)
- 1973: Ein Junge auf weißem Pferd (Egy srác fehér lovon)
- 1973: Martin Kuckuck im Glück (Kakuk Marci)
- 1974: Tutti und die Neue aus der 6a (A locsolókocsi)
- 1974: Die Pendragon-Legende (Pendragon-legenda)
- 1974: Der gelbe Sprühwagen
- 1974: Der Donauschiffer (A dunai hajós)
- 1974: Die Abenteuer des Grafen Benovsky (Vivat Benovský)
- 1975: Madam Helene (Pani Helene)
- 1976: Wenn Josef kommt (Ha megjön József)
- 1976: Kantor fahndet (Kántor)
- 1976: Der Wind weht unter den Füßen (Talpuk alatt fütyül a szél)
- 1976: Schwarze Diamanten (Fekete gyémántok)
- 1977: Die glücklichen Jahre meines Vaters (Apám néhány boldog éve)
- 1977: Deckname: Lukacs (Fedőneve: Lukács)
- 1978: Das stumme Dossier (Néma dosszié)
- 1978: Prost Neujahr! (BUÉK!)
- 1979: Mathias Sandorf (Sándor Mátyás)
- 1979: Ungarische Rhapsodie (Magyar rapszódia)
- 1979: Allegro Barbaro (Allegro Barbaro)
- 1979: Die Matrosen von Cattaro (A világ közepe)
- 1980: Aufschub (Haladék)
- 1980: Die heidnische Madonna (A Pogány Madonna)
- 1982: Nur keine Panik (Csak semmi pánik)
- 1983: Der arme Johnny und die Prinzessin Arnika (Szegény Dzsoni és Árnika)
- 1983: Kommt zu meinem Namenstag (Gyertek el a névnapomra)
- 1983: Himmelsbataillone (Mennyei seregek)
- 1985: Salut für einen schwarzen Büffel (Sortűz egy fekete bivalyért)
- 1985: Die verzauberten Dollars (Az elvarázsolt dollár)
- 1991: Falsch ist diese Puppe (Hamis a baba)
- 2001: Bullenblut und Schneckenblut I.: Das Geschmeide der Königin (Zsaruvér és Csigavér I.: A királyné nyakéke)
- 2002: Bullenblut und Schneckenblut II.: Mehrere Tonnen Kampfer (Zsaruvér és Csigavér II.: Több tonna kámfor)
- 2007: Bullenblut und Schneckenblut III.: Die Glück Sohn (Zsaruvér és Csigavér III.: A szerencse fia)